# Annulohypoxylon leptascum
Annulohypoxylon leptascum är en svampart. Annulohypoxylon leptascum ingår i släktet Annulohypoxylon och familjen kolkärnsvampar.

## Underarter
Arten delas in i följande underarter:
- leptascum
- macrosporum